# Jan Zbudniewek
Jan Zbudniewek (ur. 6 grudnia 1898 w Lniśnie, zm. 23 czerwca 1981 w Łowiczu) – polski matematyk i fizyk, w latach 1945 - 1952 dyrektor Gimnazjum i Liceum Ogólnokształcącego w Łowiczu.

## Wykształcenie[1]
Swoją edukację rozpoczął od uczęszczania do szkółki parafialnej w Janisławicach. W 1908 roku, zgodnie z wolą ojca, wyjechał do Łowicza, gdzie został uczniem pierwszej klasy Szkoły Realnej. Wybuch I wojny światowej w 1914 roku przerwał dalsze kształcenie. Ukończył wówczas 5 klas. W 1915 roku, w porozumieniu z ojcem zorganizował w rodzinnej wsi szkołę elementarną. Został jej pierwszym nauczycielem. Po ustabilizowaniu się sytuacji na froncie wrócił do Łowicza. 6 września 1916 roku został wpisany na listę uczniów klasy szóstej Państwowego Gimnazjum im. Ks. J. Poniatowskiego. Pieniądze na osobiste wydatki zdobywał udzielając korepetycji z matematyki. Świadectwo dojrzałości otrzymał 14 czerwca 1919 roku. W październiku tego samego roku podjął studia na Wydziale Filozoficznym Uniwersytetu Warszawskiego. Studiował matematykę i fizykę. W trakcie studiów brał udział w wojnie polsko-bolszewickiej w 1920 roku. Dyplom z prawem nauczania matematyki i fizyki otrzymał w 1923 roku.

## Kariera zawodowa[1]
Pierwszą pracę w szkole średniej podjął w prywatnym gimnazjum w Milanówku, gdzie dyrektorem był Jan Wojnicz-Sianożęcki. 19 listopada 1928 roku otrzymał dyplom nauczyciela szkół średnich. Po sześciu latach pracy przeniósł się do Włocławka, gdzie uczył matematyki w żeńskim prywatnym gimnazjum. Tam poznał Marię Rudzką, którą pojął za żonę w 1931 roku. W dwa lata później przenieśli się do Kalisza. Władze oświatowe, widząc jego zaangażowanie, przeniosły go w 1935 roku do Łowicza na stanowisko pełniącego obowiązki dyrektora Państwowego Gimnazjum im. Ks. J. Poniatowskiego. W trzy lata później został mianowany dyrektorem Pierwszego Państwowego Liceum i Gimnazjum im. Ks. Józefa Poniatowskiego.
Okres II wojny światowej, to okres 6-letniej pracy w tajnym nauczaniu. 1 lutego 1945 roku objął stanowisko dyrektora Gimnazjum i Liceum Ogólnokształcącego w Łowiczu. Jan Zbudniewek był często prześladowany, ponieważ nie zgadzał się z ideologią rodzącego się komunizmu. Na tym tle bardzo często dochodziło do konfliktów między dyrektorem, a młodzieżą należącą do ZMP. Uznano go za „wroga socjalizmu” i zwolniono ze stanowiska dyrektora w 1952 roku. W nowej dla siebie sytuacji podjął pracę w tym samym liceum, lecz jako tylko nauczyciel matematyki. Nie angażował się w żadną pracę społeczną. W roku 1957 doszło do procesu rehabilitacyjnego, ale na poprzednio zajmowane stanowisko nie wrócił.
Rok 1960 rozpoczął nowy etap w jego życiu. Rozpoczął prace związane z organizacją Liceum Medycznego w Łowiczu. Został pierwszym jego dyrektorem. W 1964 roku nadzorował prace przy budowie nowego gmachu szkoły, który oddany został do użytku 12 lutego 1968 roku. W 1970 roku odszedł na emeryturę.

## Pozostała działalność[2]
W czasie II wojny światowej zasłynął uratowaniem z płonącej szkoły we wrześniu 1939 roku księgi matur i innych dokumentów szkolnych, a także sztandaru szkoły i jego drzewca. Przez cały okres okupacji pracował w tajnym nauczaniu, oficjalnie był w tym czasie kasjerem w Banku Spółdzielczym Ziemi Łowickiej, co dawało mu możliwość kontaktu z wieloma osobami. Jego żona pracowała natomiast w PCK, w Radzie Głównej Opiekuńczej. Mieszkali w kamienicy na rogu ulic 11 Listopada i Sienkiewicza u pani Nowakowej. W latach 1941–1942 był delegatem rządu na powiat łowicki, co było odpowiednikiem starosty. Kierował tajnym nauczaniem w powiecie, należał do tzw. trójki powiatowej, a był to organ administracji Departamentu Oświaty Rządu w Warszawie. Tajne komplety wizytował podczas odpustów parafialnych, do 1941 roku - kiedy został aresztowany i więziony przez gestapo w Łowiczu.

## Nagrody i odznaczenia
Za swoje wybitne osiągnięcia w pracy pedagogicznej, wychowawczej i społecznej otrzymał szereg odznaczeń państwowych i resortowych.
W piątą rocznicę śmierci, w 1986 roku, staraniem jego wychowanków, wmurowana została w kościele Księży Pijarów w Łowiczu pamiątkowa tablica.
28 sierpnia 2003 r. uchwałą Rady Miejskiej otrzymał pośmiertnie tytuł Honorowego Obywatela Łowicza.